# USS Montgomery (DD-121)
USS Montgomery (DD–121) là một tàu khu trục thuộc lớp Wickes của Hải quân Hoa Kỳ trong giai đoạn Chiến tranh Thế giới thứ nhất, sau cải biến thành một tàu rải mìn hạng nhẹ với ký hiệu lườn DM-17. Nó là chiếc tàu chiến thứ năm của Hải quân Hoa Kỳ được đặt tên theo Thiếu tướng Richard Montgomery (1738-1775), người tử trận trong cuộc Chiến tranh Cách mạng Hoa Kỳ.

## Thiết kế và chế tạo
Montgomery được đặt lườn vào ngày 2 tháng 10 năm 1917 tại xưởng tàu của hãng Newport News Shipbuilding & Dry Dock Company. Nó được hạ thủy vào ngày 23 tháng 3 năm 1918, được đỡ đầu bởi bà Andrew Jones, một hậu duệ của Thiếu tướng Montgomery; và được đưa ra hoạt động vào ngày 26 tháng 7 năm 1918 dưới quyền chỉ huy của Hạm trưởng, Thiếu tá Hải quân W. R. Purnell.

## Lịch sử hoạt động

### Thế Chiến I và sau đó
Sau đợt chạy thử máy dọc theo bờ Đông Hoa Kỳ, Montgomery rời Hampton Roads vào ngày 25 tháng 8 năm 1918 cho chuyến tuần tra chống tàu ngầm đầu tiên, và luân phiên hoạt động tuần tra với nhiệm vụ hộ tống ven biển cho đến khi Chiến tranh Thế giới thứ nhất kết thúc. Nó tiến hành các cuộc huấn luyện và cơ động hạm đội trải rộng từ Maine đến Cuba cho đến ngày 19 tháng 7 năm 1919, khi nó rời Hampton Roads sang nhận nhiệm vụ mới tại vùng bờ Tây Hoa Kỳ.
Montgomery đi đến San Diego vào ngày 7 tháng 8 để gia nhập Hải đội Khu trục 4 trực thuộc Hạm đội Thái Bình Dương. Trong gần bốn năm tiếp theo, nó tham gia các hoạt động của hạm đội trải rộng từ Alaska đến Panama, và đến ngày 17 tháng 3 năm 1922 bắt đầu được chuẩn bị để ngưng hoạt động tại San Diego, và được cho xuất biên chế tại đây vào ngày 6 tháng 6 năm 1922.
Được xếp lại lớp với ký hiệu lườn DM-17 vào ngày 5 tháng 1 năm 1931, Montgomery được cải biến thành một tàu rải mìn hạng nhẹ và nhập biên chế trở lại vào ngày 20 tháng 8 năm 1931. Đến tháng 12, nó lên đường đi Trân Châu Cảng, đặt căn cứ tại đây cho đến ngày 14 tháng 6 năm 1937, khi nó quay trở lại San Diego và lại được cho xuất biên chế vào ngày 7 tháng 12 năm 1937 để đưa về lực lượng dự bị.

### Thế Chiến II
Khi tình hình thế giới ngày thêm căng thẳng ngay trước Chiến tranh Thế giới thứ hai, Montgomery được huy động trở lại và nhập biên chế vào ngày 25 tháng 9 năm 1939. Nó tiến hành huấn luyện và thực hành tại vùng bờ Tây Hoa Kỳ cho đến ngày 3 tháng 12 năm 1940, khi nó khởi hành đi đến cảng nhà mới Trân Châu Cảng.
Sau khi Hải quân Nhật bất ngờ tấn công Trân Châu Cảng vào ngày 7 tháng 12 năm 1941, Montgomery lập tức thực hiện các cuộc tuần tra chống tàu ngầm tại các lối tiếp cận căn cứ quan trọng này, cũng như hộ tống các đoàn tàu vận tải đi lại giữa các đảo. Rời khu vực quần đảo Hawaii vào ngày 11 tháng 4 năm 1942 để đi Suva thuộc Fiji, Montgomery bắt đầu một đợt hoạt động kéo dài 16 tháng giữa Suva, Espiritu Santo và Noumea cho các nhiệm vụ rải mìn và hộ tống tại khu vực Tây Nam Thái Bình Dương, giúp vào việc ổn định khu vực quần đảo Solomon. Nhiệm vụ này chỉ bị ngắt quãng từ ngày 22 tháng 9 đến ngày 12 tháng 11, khi nó đi lên phía Bắc rải mìn tại khu vực quần đảo Aleut chuẩn bị cho việc tái chiếm Attu và Kiska.
Đang khi rải một bãi mìn ngoài khơi Guadalcanal trong đêm 24-25 tháng 8 năm 1943, Montgomery va chạm với tàu khu trục Preble, bị mất 20 ft (6,1 m) phần mũi tàu. Nó được sửa chữa tạm thời tại Tulagi và Espiritu Santo trước khi lên đường vào ngày 1 tháng 10 đi San Francisco để sửa chữa toàn diện, đến nơi vào ngày 19 tháng 10.
Sau khi hoàn tất việc sửa chữa, trong mười tháng tiếp theo, Montgomery thực hiện hộ tống hai đoàn tàu vận tải đi lại giữa San Francisco và Hawaii từ ngày 8 tháng 12 năm 1943 đến ngày 5 tháng 2 năm 1944; rải mìn phòng thủ chung quanh Kwajalein từ ngày 17 tháng 3 đến ngày 4 tháng 4; hộ tống vận tải đến Majuro vào tháng 5 năm 1944; và hộ tống vận tải tại chỗ trong khu vực Hawaii. Vào ngày 25 tháng 6, nó tấn công sau khi phát hiện một tàu ngầm đối phương nhưng không thấy có kết quả rõ ràng. Sau khi thực hiện một chuyến hộ tống vận tải đi Eniwetok và quay về từ ngày 28 tháng 6 đến ngày 16 tháng 7, nó đi đến Guadalcanal để chuẩn bị cho việc chiếm đóng Palau.
Lên đường cho cuộc tấn công vào ngày 6 tháng 9, Montgomery trực chiến ngoài khơi Peleliu từ ngày 12 tháng 9 để phá hủy các bãi mìn của quân Nhật. Đến ngày 17 tháng 9, nó bảo vệ cho các tàu vận chuyển đổ quân lên Angaur, và hai ngày sau lại lên đường cho nhiệm vụ phá mìn và tuần tra tại Ulithi cho đến ngày 14 tháng 10. Nó tiến hành bắn phá Ngulu vào ngày 15 tháng 10, và hoạt động như tàu tiếp liệu cho các tàu rải mìn nhỏ trong quá trình chiếm đóng đảo san hô này.
Đang khi thả neo ngoài khơi Ngulu ngày 17 tháng 10 với động cơ được tắt, Montgomery phát hiện một quả thủy lôi trôi nổi bên mạn trái con tàu. Sóng biển khiến con tàu trôi dạt vào quả mìn trước khi nó kịp lên đường hay phá hủy trái thủy lôi. Vụ nổ đã khiến ngập nước cả hai phòng động cơ và một phòng nồi hơi, làm vỡ thùng nhiên liệu và làm thiệt mạng bốn thành viên thủy thủ đoàn. Các nỗ lực kiểm soát hư hỏng đã giúp nó tiếp tục nổi cho đến khi nó được kéo về Ulithi. Lên đường bằng chính động lực của nó vào ngày 12 tháng 1 năm 1945, Montgomery về đến San Francisco vào ngày 14 tháng 2. Tại đây nó được đề nghị cho ngừng hoạt động, và Montgomery được cho xuất biên chế vào ngày 23 tháng 4 năm 1945 và được bán để tháo dỡ ngày 11 tháng 3 năm 1946.

## Phần thưởng
Montgomery được tặng thưởng bốn Ngôi sao Chiến trận do thành tích phục vụ trong Thế Chiến II.